# 밥 말리
로버트 네스타 "밥" 말리(영어: Robert Nesta "Bob" Marley, OM, 1945년 2월 6일 ~ 1981년 5월 11일)는 자메이카의 싱어송라이터이자 기타리스트이다. 레게 음악의 가장 대표적인 가수이자 작곡가로 꼽힌다. 17세에 첫 녹음을 시작하였고, 1963년에 버니 웨일러, 피터 토시와 함께 "더 웨일러스"라는 그룹을 결성하였다. 그는 이 그룹의 리드 기타리스트였고, 결국 리드 보컬리스트가 되었다. 1968년에 그는 라스타파리안으로 개종하였다. 그의 음악에는 그의 신앙이 강하게 나타나 있다. 밥 말리의 명성은 1972년부터 CBS, 아일랜드 등 영국의 레코드사로 진출하며 전 세계로 번져나갔다. 말리는 세계에 정치적 대항의 메시지를 담은 레게 음악을 퍼뜨렸다.
밥 말리의 대표곡으로는 에릭 클랩튼이 불러 널리 알려진 〈I Shot the Sheriff〉, 그를 세계적인 아티스트로 만들어 준 〈No Woman, No Cry〉 등이 있다. 정치적 대항에 관한 곡으로는 〈Exodus〉, 〈Zimbabwe〉, 〈Rebel Music〉 등이 있다. 1984년 발매한 음반 《Legend》는 전 세계적으로 1200만장 이상의 판매고를 올렸으며, 이는 가장 많이 팔린 레게 음악 음반이기도 하다. 밥 말리는 1981년 2월 자메이카 메리트 훈장을 받았고, 그해 5월 11일에 폐와 뇌로 전이된 흑색종으로 죽었다. 1994년 로큰롤 명예의 전당에 헌액되었다.

## 생애
1945년 2월 6일에 세인트앤구의 나인 마일 마을에서 태어난 밥 말리의 유년 시절은 부재와 결핍의 연속이었다. 그는 10살에 아버지를 잃고, 한없이 가난했다. 14살에 다니던 학교를 그만두고, 용접공의 길을 선택해야만 했다. 하지만, 밥 말리는 역경 속에서도 자신처럼 어려움에 처한 사람들에게 꿈과 희망을 주는 뮤지션이 되기를 꿈꿨다.

### 1962–72
밥 말리는 틈만 나면 자신의 감정과 생각을 음악으로 표현했다. 그 움을 틔운 것은 1962년 2월. 17살의 밥 말리는 프로듀서 레슬리 콩의 도움으로 열악한 스튜디오에서 네 개의 곡〈Judge Not (Unless youJudge Yourself)〉, 〈One Cup of Coffee〉, 〈Do You Still Love Me?〉 그리고 〈Terror〉를 녹음했다.
1962년 8월 6일 영국으로부터 독립한 자메이카와 동시에 밥 말리도 본격적으로 음악의 여정에 오른다. 1963년 밥 말리는 피터 토시, 버니 웨일러와 함께 3인조 그룹 웨일링 웨일러스(Wailing Wailers)를 결성했다. 당시 프로듀서였던 콕슨 도드가 이들의 이름을 웨일러스로 바꿀 것을 권유하자, 밥 말리와 친구들은 더 웨일러스라는 이름으로 곡 《Simmer Down》을 발표했다. ”Simmer Down” 하는 후렴구가 브라스와 어우러져 흥겨움을 자아내는 이 노래는 자메이카에서 인기 순위 1위를 차지하면서, 더 웨일러스의 존재를 알렸다.
초창기 웨일러스는 록스테디나 스카, 블루스, 재즈 등 흑인 장르라는 캔버스에 레게의 밑그림을 그려 넣었다. 이들은 데뷔 음반 《The Wailing Wailers》(1965)을 시작으로 《Soul Rebels》(1970), 《Soul Revolution》(1971)까지 레게-소울(Reggae Soul) 3 부작을 완성했다. 이 시기 활동들은 자메이카인들의 열렬한 지지를 얻었는데, 이는 세계 팝 음반 시장에서 레게 음악에 대한 관심을 불러일으키는 데 단초가 되었다. 1973년 밥 말리와 친구들은 세계적인 음반 회사 아일랜드 레코드와 계약한다.

### 1972–74

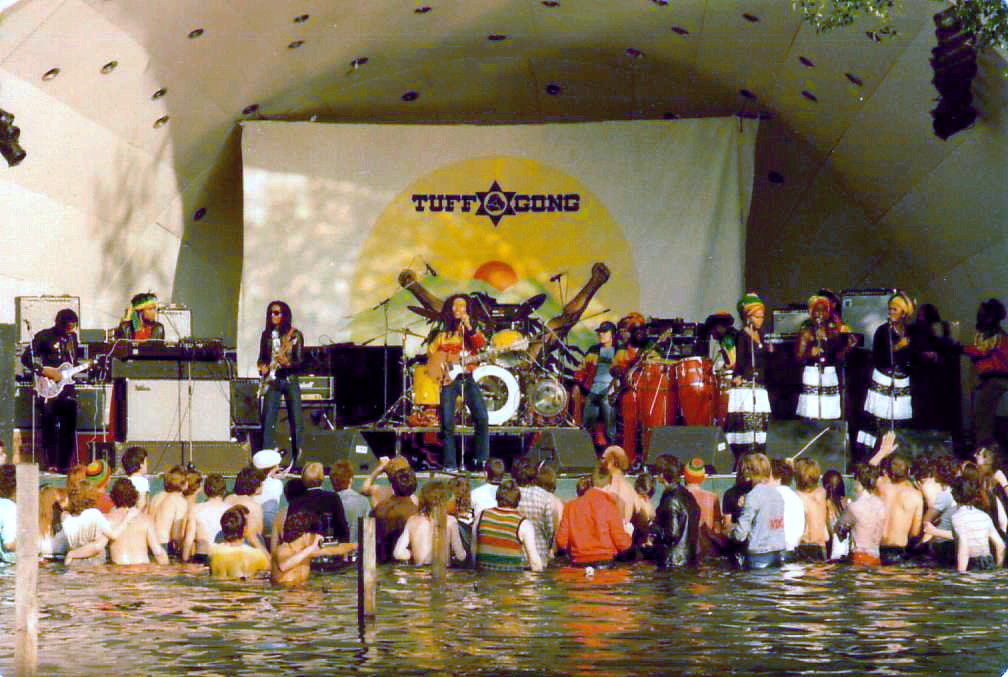
크리스탈 팰래스 파크에서 공연하는 밥 말리 앤 더 웨일러스

아일랜드 레코드와의 계약은 국제적인 음반 유통망을 통해 레게 음악을 좀 더 적극적으로 프로모션 할 수 있게 되었음을 의미했다. 1973년 4월, 새 터전에서 음반 《Catch A Fire》(1973)를 발표한 더 웨일러스는 음반 발매 이후 진행된 영국 투어에서 비평가들의 호평을 받았다. 이는 국제적 명성을 발화시켰다. 같은 해 10월 이들은 음반 《Burnin’》(1973)을 연달아 발매하는데, 이 음반에 수록된 곡 《I Shot The Sheriff》를 에릭 클랩튼이 연주해 자신의 음반 《461 Ocean Boulevard》에 실어, 1974년 9월 7일자 빌보드 HOT 100(싱크 차트) 정상에 올려놓게 된다. 밥 말리와 레게 음악에 대한 관심을 고조시킨 결정적인 사건이었다.
음반 《Catch A Fire》와 《Burnin’》의 성공 이후 밥 말리는 1974년에 음반 《Natty Dread》(1974)를 발표한다. 이 음반을 기점으로 밥 말리는 더 웨일러스에서 밴드의 중심이 되고, 레게의 중심이 되었다. 밴드 이름도 ‘밥 말리 앤 더 웨일러스(Bob Marley & The Wailers)’로 바꾸고, 본격적인 활동에 돌입했다. 이 과정에서 밥 말리의 오랜 친구였던 피터 토시와 버니 리빙스톤은 음악의 중심축이 밥 말리로 옮겨가는 데 강한 불만을 토로하고, 각자의 길을 떠났다.

### 1974–81

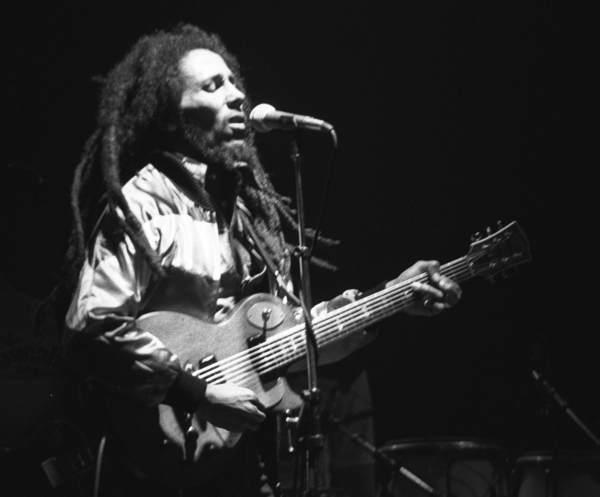
1980년의 말리

밥 말리는 기타에 주니어 마빈(Junior Marvin)과 앨 앤더슨(Al Anderson), 베이스와 드럼에 칼턴 배럿(Carlton Barrett)과 애스턴 배럿(Aston Barrett) 형제를 영입해 새로운 라인업을 구축했다. 음반 《Natty Dread》는 레게로 일군 혁명이었다. 이 음반에는 화제의 곡 〈No Woman, No Cry〉가 실려있다. 밥 말리가 자신의 아내를 위해 쓴 노래라고 한 이 곡은, 사실 자메이카 국민들이 지난날의 슬픔을 딛고 행복해지기 바란다는 메시지를 담고 있다. 동시대를 산 조안 바에즈 같은 포크 뮤지션들은 이 곡을 리메이크하여, 그 의미를 더했다. 말리는 음반에서 급진적이고 정치적 성격이 강한 곡 〈Rebel Music〉, 〈Natty Dread〉, 〈Revolution〉을 통해 제도와 시스템에 대한 저항을 표현하기도 했다.
음반 《Natty Dread》 이후에 발표된 《Rastman Vibration》(1976), 《Exodus》(1977)에서 밥 말리는 라스타파리아니즘의 인도주의와 평화, 사랑의 가치를 레게로 표현하기 시작했다. 그는 레게를 통해 사회, 문화, 종교적 의미와 이상을 표출하였고, 이는 전 세계 팝 음악계를 감동시켰다. 밥 말리는 1980년 마지막 정규 음반 《Uprising》을 발매하고, 1981년 5월 11일 36세의 나이로 뇌종양으로 사망한다.

## 음반 목록

### 스튜디오 음반
- The Wailing Wailers (1965)
- Soul Rebels (1970)
- Soul Revolution (1971)
- The Best of The Wailers (1971)
- Catch a Fire (1973)
- Burnin' (1973)
- Natty Dread (1974)
- Rastaman Vibration (1976)
- Exodus (1977)
- Kaya (1978)
- Survival (1979)
- Uprising (1980)
- Confrontation (1983)

### 컴필레이션 음반
- African Herbsman (1973)
- Rasta Revolution (1974)
- Legend (1984)
- Rebel Music (1986)
- Natural Mystic: The Legend Lives On (1995)
- One Love: The Very Best of Bob Marley & The Wailers (2001)
- Gold (2005)
- Africa Unite: The Singles Collection (2005)

### 라이브 음반
- Live! (1975)
- Babylon by Bus (1978)
- Talkin' Blues (1991)
- Live at the Roxy (2003)
- Live Forever: The Stanley Theatre, Pittsburgh, PA, September 23, 1980 (2011)

## 가족 관계
- 배우자 리타 말리 (가수)
  - 딸 샤론 말리 (음악가, 큐레이터)
  - 딸 세델라 말리 (음악가, 패션 디자이너)
  - 아들 지기 말리 (음악가)
  - 아들 스티븐 말리 (음악가, 음악 프로듀서)
  - 아들 로한 말리 (하우스 오브 말리 대표, 전 축구 선수)
  - 아들 줄리언 말리 (음악가)
  - 아들 키마니 말리 (음악가, 배우)
  - 아들 데미언 말리 (음악가, 음악 프로듀서)